# Rathaus (Altenau)
Das ehemalige Rathaus Altenau (Hotel Rathaus) mit Amtstube und Restaurant befindet sich in der Marktstraße 2 in der Bergstadt Altenau im Landkreis Goslar.
Seit 2023 wird es unter dem neuen Namen Goethe-Haus Altenau für Veranstaltungen, Feierlichkeiten und Bürgercafé genutzt.

## Geschichte
In der Bergstadt Altenau bestand seit 1606 ein erstes am heutigen Marktplatz unterhalb der Kirche St. Nikolai errichtetes Rathaus.
Das neue im Jahr 1673 als mehrgeschossiger Fachwerkbau entstandene Rathaus beherbergte im Erdgeschoss eine Schankwirtschaft und im Obergeschoss Fremdenbetten sowie ein als Ratsstube genutztes Zimmer. Dem Stadtbrand vom 6. Juli 1794 entging das Rathaus nur knapp. Ab 1753 durften die Rathauswirte neben dem Gastbetrieb auch Viktualien verkaufen und als Kaufleute tätig werden. Berühmtester Gast war Johann Wolfgang von Goethe, der bei seiner Harzreise vom 9. auf den 10. Dezember 1777 beim Rathauswirt Johann Georg Christoph Hören einkehrte. Das von Goethe bezogene Zimmer lag von der Straße aus gesehen ganz rechts im ersten Obergeschoss. Bis ins Jahr 1892 befand sich das Gebäude im Eigentum der Stadt, die es an August Maeßer verkaufte. Der Küchentrakt an der östlichen Seite sowie eine zunächst offene Veranda an der Westseite wurden im selben Jahr angebaut. Die Veranda wurde 1920 zu einem geschlossenen Anbau umgebaut. Für 1924 wird die Bettenzahl im Hotel mit 25 angegeben. Die Veranda in ihrer heutigen Form existiert seit 1958.
1993 erhielt das Objekt vom Land Niedersachsen aufgrund seiner städtebaulichen Bedeutung den Status eines Einzeldenkmals. Von 1993 bis 2017 stand das Gebäude leer. Zwischenzeitliche Versuche zur Etablierung eines Spionagemuseums wurden nicht verwirklicht. Erst mit Achim Kapelle fand sich ein Nachnutzer des Gebäudes, der im ehemaligen Rathaus eine Dauerausstellung zu Goethe sowie einen Bürgertreff einrichtet. Ab 2018 wurde das Anwesen behutsam renoviert.

Silhouette von Johann Wolfgang von Goethe

Am 28. Oktober 2023 wurde das ehemalige Hotel Rathaus unter dem neuen Namen Goethe-Haus Altenau im Oberharz mit einem Festakt wiedereröffnet. Taufpaten waren SKH Heinrich Prinz von Hannover und  Kulturstaatsministerin a. D./MdB Professor Monika Grütters. Bürgermeister A. Ehrenberg überbrachte dem neuen Eigentümer Achim C. Kapelle die Glückwünsche der Bergstadt. Belebt wird das historische Gebäude jetzt durch Veranstaltungen, Bürgercafé und Festivitäten-Vermietung. Zudem wurde auch der Freundeskreis „Goethehaus zu Altenau“ gegründet.
Zu den Räumlichkeiten gehören heute: Gäste- und Logierappartment, ein standesamtliches Trauzimmer, der Ratssaal mit Wintergarten, die „Alte Küche“ mit den drei Ausstellungen „Goethe im Harz“, „Historie des Amts- & Rathauses zu Altenau“, „Kapelles Handschriften-Cabinett“.
Für die Dauerausstellung Goethe im Harz gibt es einen Audioguide, sowie ganzjährig Gruppen- und Jugend-Literaturprogramme.

## Baugeschichte
Das Rathaus ist ein 19 × 13 m großes zweigeschossiges traufständiges Fachwerkhaus. Die zur Breiten Straße (Westen) hin liegende Fassade besticht durch ihr im Erdgeschoss und ersten Obergeschoss offenen Sichtfachwerk in mit Kehlen und Zahnfries versetzten Stockwerkbauweise sowie der original erhaltenen Eingangstür. Der ebenfalls original erhaltene Nordgiebel vereint mehrere Fachwerkstile. Im Erdgeschoss ebenfalls Rähmbauweise, die Schwelle zum ersten Obergeschoss ist mit tiefen Kehlungen versehen, gleiches gilt auch für die Balkenköpfe. Die Fassade des zweiten Obergeschosses hat unterhalb der Sprossenfenster als Brüstungsgefache den Fachwerkstil der Andreaskreuze. Darauf aufbauend kommt wieder die Rähmbauweise zum Tragen, in der die Fenster eingelassen sind. Der Nordgiebel, die Gebäuderückseite und die Fassade in südlicher Richtung sind im typischen Harzer Beschlag mit Bretterfassade versehen.
Im ersten Obergeschoss befindet sich im Originalzustand erhalten, die wichtigste Räumlichkeit des Hauses, die historische Amts- und Magistratsstube mit Renaissance-Fachwerkbalkendecke und Oberharzer Schiebefenstern.
Beim Dach handelt es sich um ein Harzer Satteldach, in dem sich zur Straßenseite hin zwei verschalte Giebelgauben befinden, deren untere Traufe verschiefert ist. In den Gauben sind je drei kleinere Sprossenfenster für das zweite Obergeschoss eingelassen.

## Pächter und Eigentümer
- 1674–1697: Julius Schlamilch
- 1697–1737: Heinrich Waldau
- 1737–1750: Christoph Dehne
- 1750–1775: Johann Kölle
- 1775–1786: Johann Hören
- 1786–1789: Johann Reinhard
- 1789–1805: Dieckhof
- 1805–1808: Johann May
- 1808–1829: Carl Knocke
- 1829–1838: Carl Bohne
- 1838–1851: Ernst Hillegeist
- 1851–1886: Carl Bock
- 1886–1906: August Maeßer
- 1906–1911: C. Heyer
- 1911–1920: Gustav Moock und Auguste Maeßer
- 1920–1934: Alfred Seddelmayer
- 1934–1955: Richard und Erna Hübschmann
- 1955–1975: Hans Hübschmann
- 1975–1980: Joachim Voges
- 1980–1981: Hans Reinhold
- 1981–1982: Aage Rasmussen
- 1982–1987: Wilfried Jahn
- 1987–1989: Karin Jahn
- 1989: Erna Hübschmann verkauft das Gebäude an B. Richter
- 1993: B. Richter verkauft das Gebäude an G. Nebelungen. Seit dem an Leerstand
- 2010: G. Nebelungen verkauft das Gebäude an T. Schmitz
- 2017: T. Schmitz verkauft das Gebäude an A. Kapelle. Sichtbare Renovierungen beginnen.

Quelle Leerstandskataster Altenau: